# Crucea Comemorativă „Elisabeta”
Crucea Comemorativă „Elisabeta”, cunoscută și sub numele de Crucea Elisabeta sau Crucea Alinare și Mângâere, este o medalie comemorativă instituită de regele Carol I prin Înaltul Decret nr. 2270 din 6 octombrie 1878 pentru a recompensa femeile care au participat la îngrijirea răniților și bolnavilor, fie direct în ambulanțele și spitalele de campanie (medici și infirmiere), fie indirect, prin donații sau alte acțiuni.
„Art II. Crucea Elisabeta se va conferi tutulor doamnelor cari prin căutarea răniților sau bolnavilor au dat concursul lor în timpul campaniei din 1877 - 1878.
Art III. Crucea se va conferi asemenea doamnelor cari prin instalare de spitale, înzestrarea ambulanțelor sau prin ofrande însemnate au contribuit la alinarea suferințelor răniților și bolnavilor în timpul acestei campanii. ”— Regulamentul Crucei Comemorative „Elisabeta”
În semn de recunoaștere a contribuției aduse de românii ardeleni la cucerirea independenței, guvernul României a conferit Crucea Elisabeta unui număr de 13 femei române din Transilvania.

## Descriere
Crucea Elisabeta are aceeași formă cu Crucea Trecerea Dunării - cruce bizantină cu brațele egale cu lungime de 43 mm, lățime de 6 mm și grosime de 2 mm - și este din bronz placat cu aur. Crucea are bordura înălțată și netedă, de culoarea oțelului, mijlocul fiind și el neted. În centru este un medalion înconjurat de un cerc de oțel.

### Avers
Pe aversul medaliei, în medalionul central, este reprezentată monograma reginei Elisabeta: două litere E majuscule afrontate surmontate de o coroană.

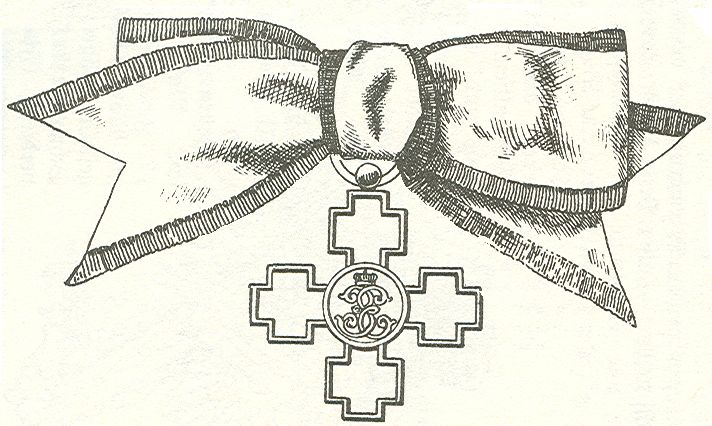
Crucea Elisabeta cu panglica pliată sub formă de fundă, pentru doamne.

### Revers
Pe reversul crucii, în medalionul central, este înscris circular ALINARE și MÂNGÂERE iar în mijloc, orizontal, unul deasupra celuilalt și separați printr-o linie orizontală, anii de desfășurare a războiului 1877/1878.

### Panglica
Panglica este confecționată din moar cu lățime de 31 mm (pentru domni) sau 35-36 mm (pentru doamne), de culoare albastru deschis cu câte o dungă aurie de 4 mm pe margini. Doamnele purtau crucea cu panglica pliată sub formă de fundă iar domnii sub forma clasică. Panglica este trecută printr-un inel de bronz aurit situat în partea superioară a crucii.